# 왕준명
왕준명(王濬明, 생몰년 미상)은 고려 중기 후기의 문신이다.
그는 희종 때 내시낭중을 지낸 사람이며 1211년 국왕 희종과 우승경 등과 함께 최씨정권의 지도자 최충헌을 몰아내려고 했으나 최우, 정숙첨 김약진 등에 의해 실패하고 만다.
결국 최충헌은 희종을 폐위하고 강종을 옹립했으며 왕준명은 우승경 등과 함께 유배되고 만다.

## 왕준명이 등장한 작품
- 《무인시대》(KBS, 2003년~2004년, 배우 남영진)